# فضل‌الدین غایب‌نظرف
فضل‌الدین غایب‌نظرف (ازبکی: Fazliddin Gʻoibnazarov) (متولد ۱۶ ژوئن ۱۹۹۱) یک بوکسور آماتور دو دست ازبکی است. در سال ۲۰۱۵ او مدال نقره در مسابقات جهانی و قهرمانی آسیا را به دست آورده، و در سال ۲۰۱۶ موفق به کسب مدال طلا در المپیک ریو شد.

## المپیک ۲۰۱۲
در دور یک سی دوم، غایب‌نظرف با شکست ییاکینته موولی ابدون با نتیجه ۱۱-۶. او سپس خوزه رامیرز را با نتیجه ۱۵-۱۱ در دور یک شانزدهم شکست داد.او در مرحله یک چهارم نهایی به هان سون چول با نتیجه ۱۳-۱۶ شکست خورد.

## المپیک ۲۰۱۶
او در فینال با نماینده آذربایجان لورنزو سوتومایور مسابقه داد و با شکست بوکسور آذربایجانی مدال طلا را به دست آورد.